# Giuseppe Ugolini
Giuseppe Ugolini (Macerata, 6 de janeiro de 1783 - Roma, 19 de dezembro de 1867) foi um cardeal italiano.

## Biografia
Ele nasceu em Macerata em 6 de janeiro de 1783.
O papa Gregório XVI o elevou ao posto de cardeal no consistório de 12 de fevereiro de 1838. Ele participou do conclave de 1846 em que Pio IX foi eleito. Foi nomeado legado de Ferrara, cargo que ocupou por nove anos, de junho de 1838 a março de 1847. Seus auspícios possibilitaram a elevação de Montolmo a cidade em 1851, com a posterior mudança de nome para Pausula .
Morreu em 19 de dezembro de 1867, aos 84 anos.

## Link externo
- Fiche du cardinal sur le site de la FIU
- Ugolini, Giuseppe